# Axel Heikel

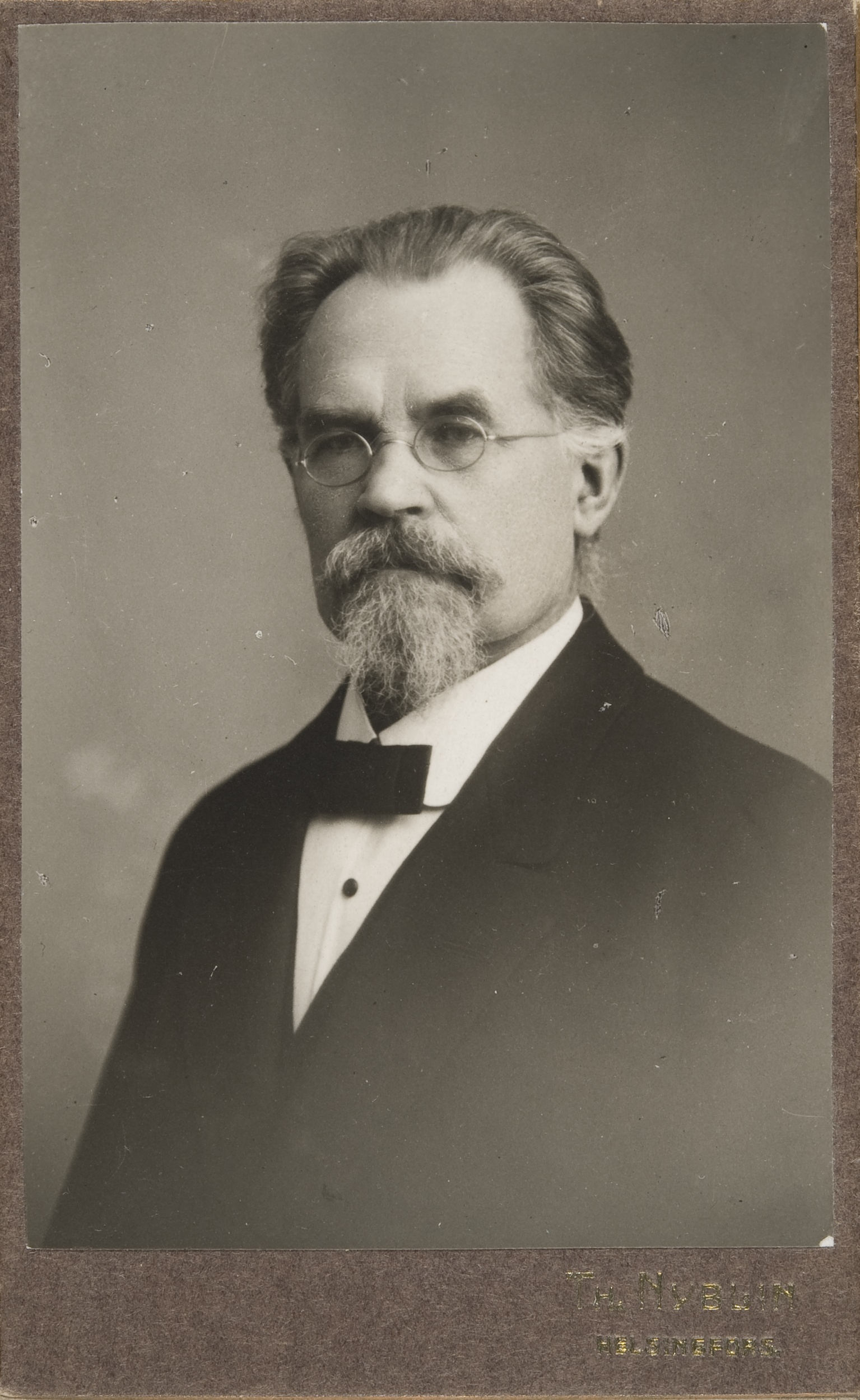
A. O. Heikel i början 1900-talet.

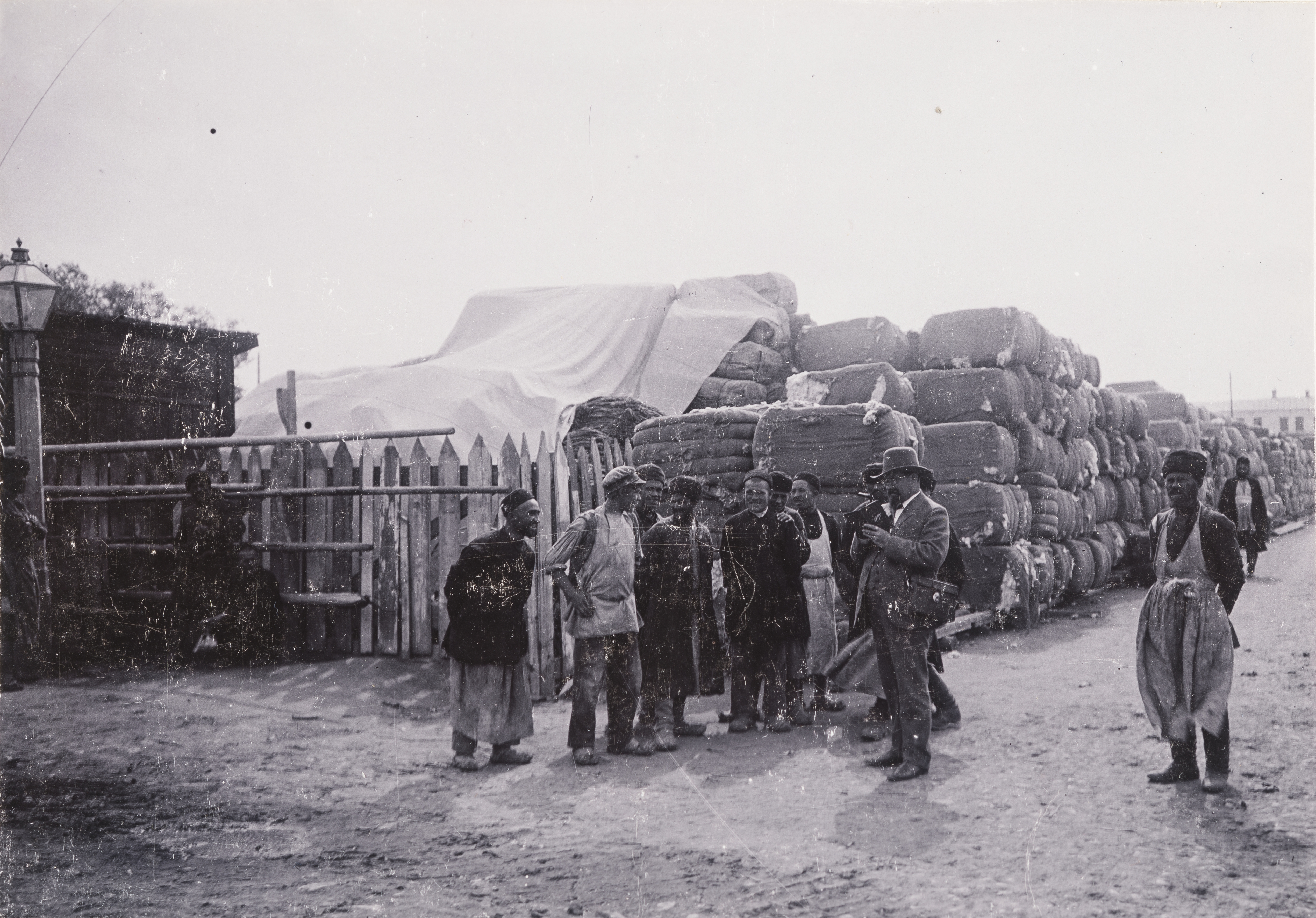
Heikel i Nizjnij Novgorod, Ryssland år 1903.

Axel Olai Heikel, född 28 april 1851 på Brändö i Åland, död 6 september 1924 i Helsingfors, var en finländsk etnograf och arkeolog, kusin till Viktor, Felix och Ivar Heikel.
Heikel var från 1889 till 1892 docent i finsk etnografi i Helsingfors, blev 1893 intendent vid Arkeologiska kommissionen och 1917 för det etnografiska museet på Fölisön, som var hans skapelse. Han fick professors titel 1920.
Mellan 1883 och 1886 samt 1889 och 1893 företog han omfattande etnografiska och arkeologiska forskningsfärder till finsk-ugriska stammar i Ryssland.